# Coscinocera butleri
Coscinocera butleri är en fjärilsart som beskrevs av Rothschild 1895. Coscinocera butleri ingår i släktet Coscinocera och familjen påfågelsspinnare. Inga underarter finns listade i Catalogue of Life.